# 五宝滝
五宝滝（ごほうたき）は、岐阜県加茂郡八百津町にある、落差80 ｍの滝である。

## 概要
一の滝・二の滝・三の滝・二天の滝・円明の滝、合わせて5つの滝からなり、一の滝・二の滝・三の滝は3段になって流れている。
二天の滝と円明の滝は、江戸時代初期の剣術家宮本武蔵が修行したと言い伝えられている。近隣には武蔵が修行したと伝わる大仙寺もあり、大仙寺や五宝滝は中部北陸自然歩道のモデルコースである「武蔵伝説探訪のみち」のルートとなっている。

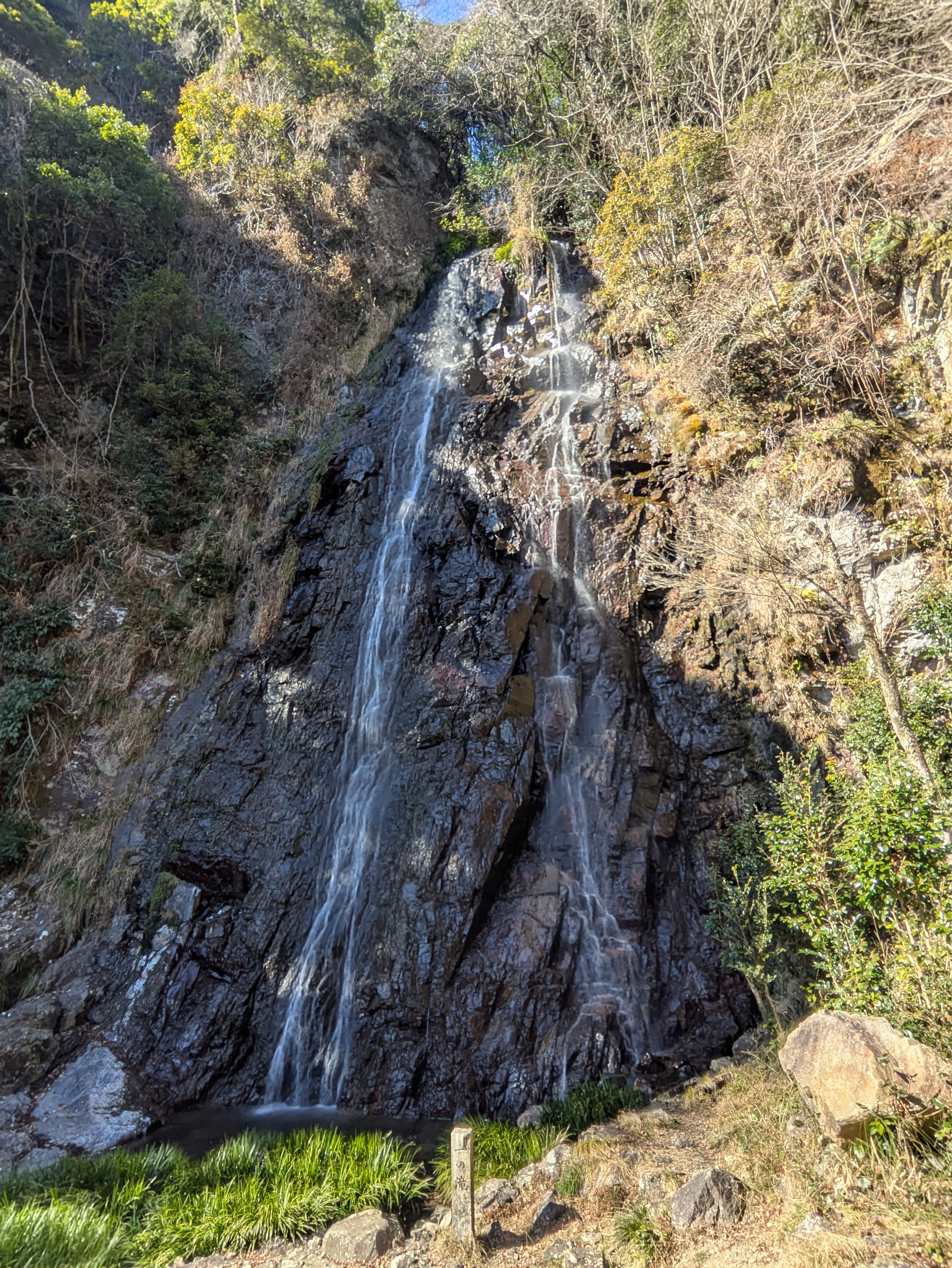
一の滝
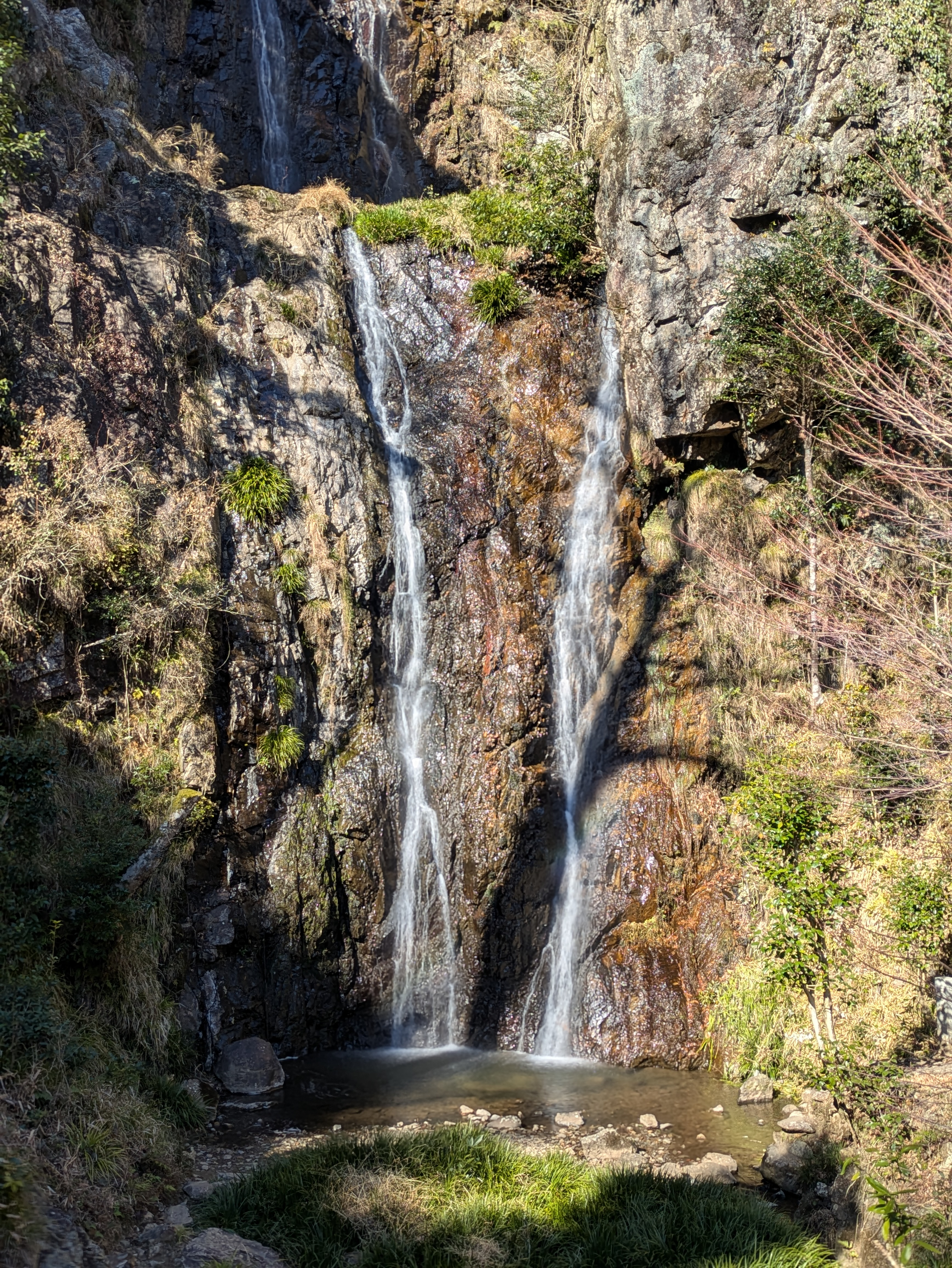
二の滝
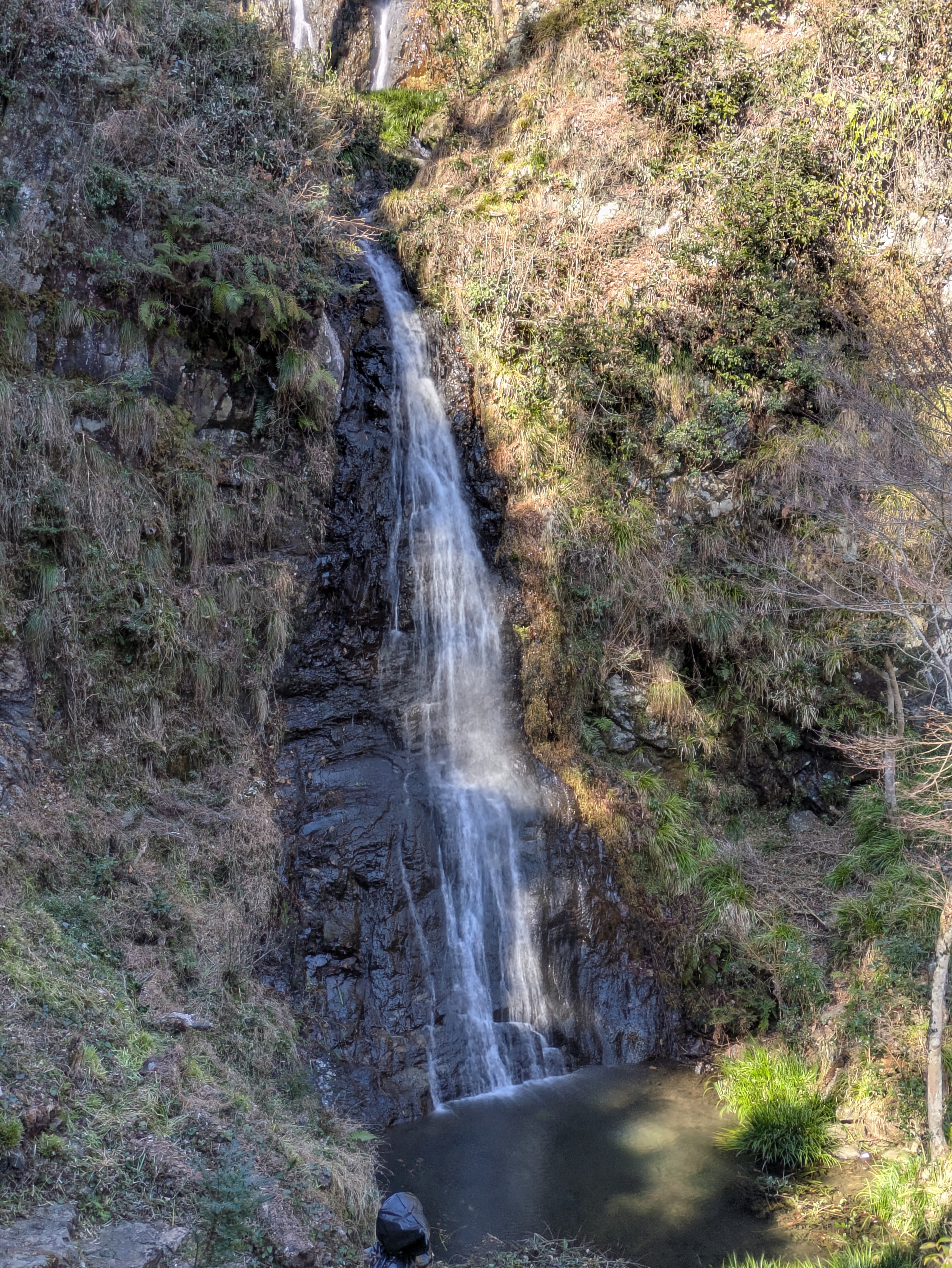
三の滝
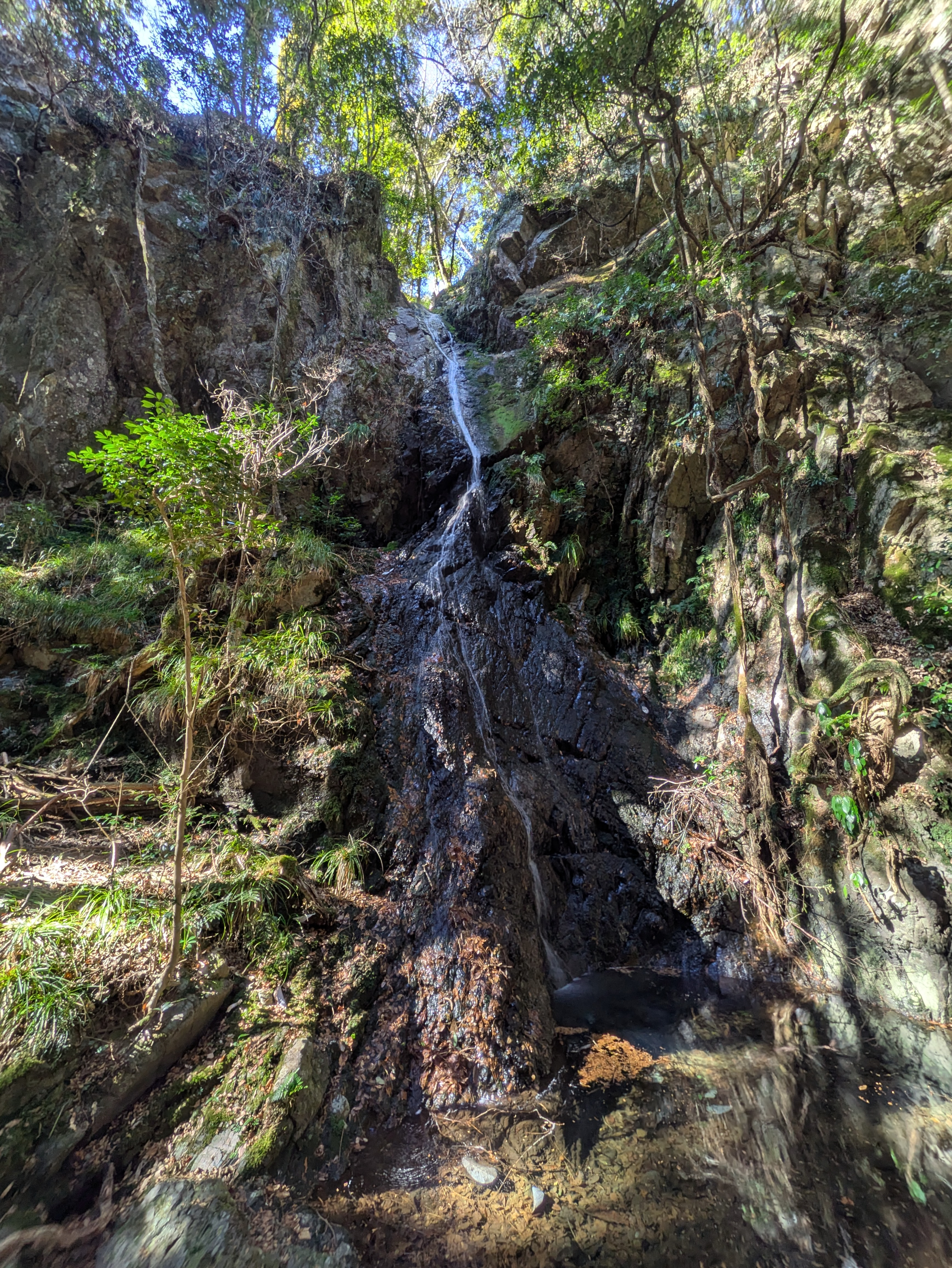
二天の滝
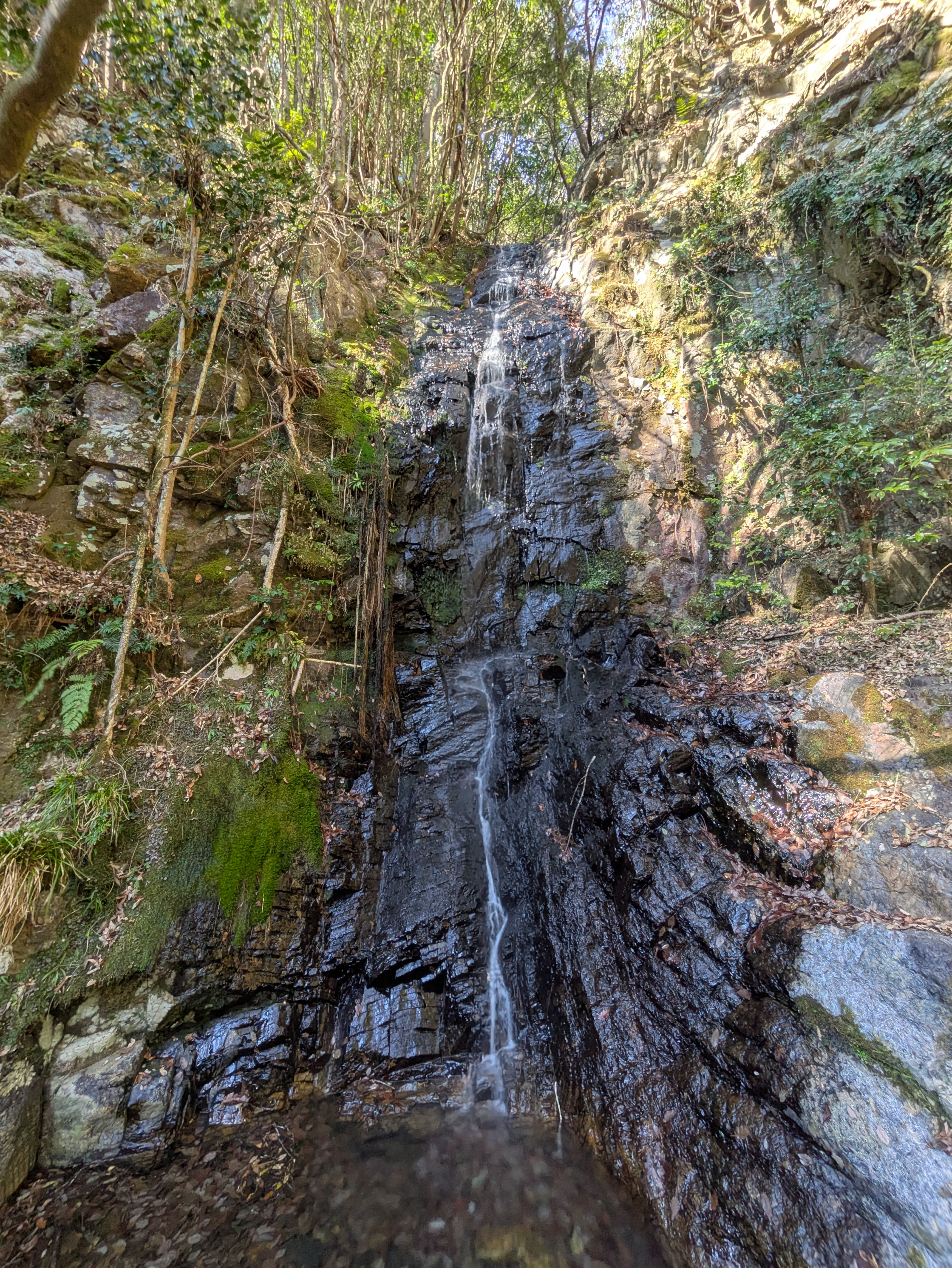
円明の滝

## アクセス
- 東海環状道「可児御嵩I.C.」から県道83号線「やおつトンネル経由」30分。
- 名鉄明智駅より、YAOバスで「八百津ファミリーセンター前」下車、八百津町西部コミュニティバスに乗り換えて、「五宝滝入口」下車、徒歩30分。